# Lophuromys woosnami
Lophuromys woosnami  (Thomas, 1906) è un roditore della famiglia dei Muridi diffuso nell'Africa centrale e orientale.

## Etimologia
L'epiteto specifico deriva dal cognome di R.B.Woosnam, il naturalista inglese che catturò l'olotipo sul Monte Ruwenzori nel 1905.

## Descrizione

### Dimensioni
Roditore di piccole dimensioni, con la lunghezza della testa e del corpo tra 111 e 135 mm, la lunghezza della coda tra 114 e 133 mm, la lunghezza del piede tra 26 e 28 mm, la lunghezza delle orecchie tra 20 e 25 mm e un peso fino a 64 g.

### Aspetto
La pelliccia è lunga, soffice e lucida. Le parti dorsali sono marroni con dei riflessi grigio-olivastri e la base dei peli bruno-rossastra, mentre le parti ventrali sono marroni chiare con dei riflessi rossicci. Nei giovani la colorazione rossastra è più brillante e intensa. Le orecchie sono relativamente lunghe, con l'estremità arrotondata e prive di peli. Le zampe sono biancastre e provviste di artigli corti. I piedi sono lunghi. La coda è lunga circa quanto la testa ed il corpo, scura sopra, rosata sotto e cosparsa di poche setole scure. Le femmine hanno un paio di mammelle pettorali e un paio inguinali. Il cariotipo è 2n=42 FN=72.

## Biologia

### Comportamento
È una specie terricola e principalmente notturna. Il tipo di andatura caratterizzato da saltelli e le zampe relativamente lunghe, la lunga coda e le grandi orecchie suggeriscono che sia molto attivo e abbia un raggio d'azione molto vasto. Femmine in cattività costruiscono semplici nidi di erba secca e foglie.

### Alimentazione
Si nutre di artropodi, parti vegetali, semi e bulbi. Esemplari in cattività preferivano vermi, cavallette e larve secche di insetti ma anche mele dolci, noccioline e semi di girasole. L'acqua è essenziale nella sua dieta.

### Riproduzione
Si riproduce durante la stagione delle piogge tra settembre e aprile, con i picchi di femmine gravide tra ottobre e dicembre e tra marzo ed aprile. Danno alla luce fino a tre piccoli alla volta dopo una gestazione di circa 32 giorni. Entrambi i sessi diventano sessualmente attivi dopo 7-8 settimane di vita.

## Distribuzione e habitat
Questa specie è diffusa nella Rift Valley occidentale della Repubblica Democratica del Congo centro-orientale, Uganda sud-occidentale e Ruanda e Burundi occidentali.
Vive nelle foreste montane, nelle aree disboscate all'interno di esse, nelle foreste giovani e mature di bambù, tra le rocce nella vegetazione afro-alpina tra 1.600 e 3.880 metri di altitudine.

## Tassonomia
Sono state riconosciute tre sottospecie:
- L.w.woosnami: Catena del Ruwenzori;
- L.w.prittiei (Thomas, 1911): Altopiani dell'Uganda, Ruanda, Burundi e Repubblica Democratica del Congo;
- L.w. indet. : sponde occidentali del Lago Kivu, nella Repubblica Democratica del Congo.

## Conservazione
La IUCN Red List, considerato che questa specie è ampiamente diffusa a tutte le quote sulle montagne della Rift Valley occidentale, l'areale è esteso ed è frequentemente catturata durante le spedizioni scientifiche, classifica L.woosnami come specie a rischio minimo (Least Concern).